# Jack Abeillé
Ne doit pas être confondu avec Jacques Abeille.
Jacques Abeillé, dit Jack Abeillé, né le 28 mai 1873 à Saint-Maur-des-Fossés et mort le 25 mars 1939 à Paris 18e, est un peintre, affichiste, dessinateur et illustrateur français.

## Biographie

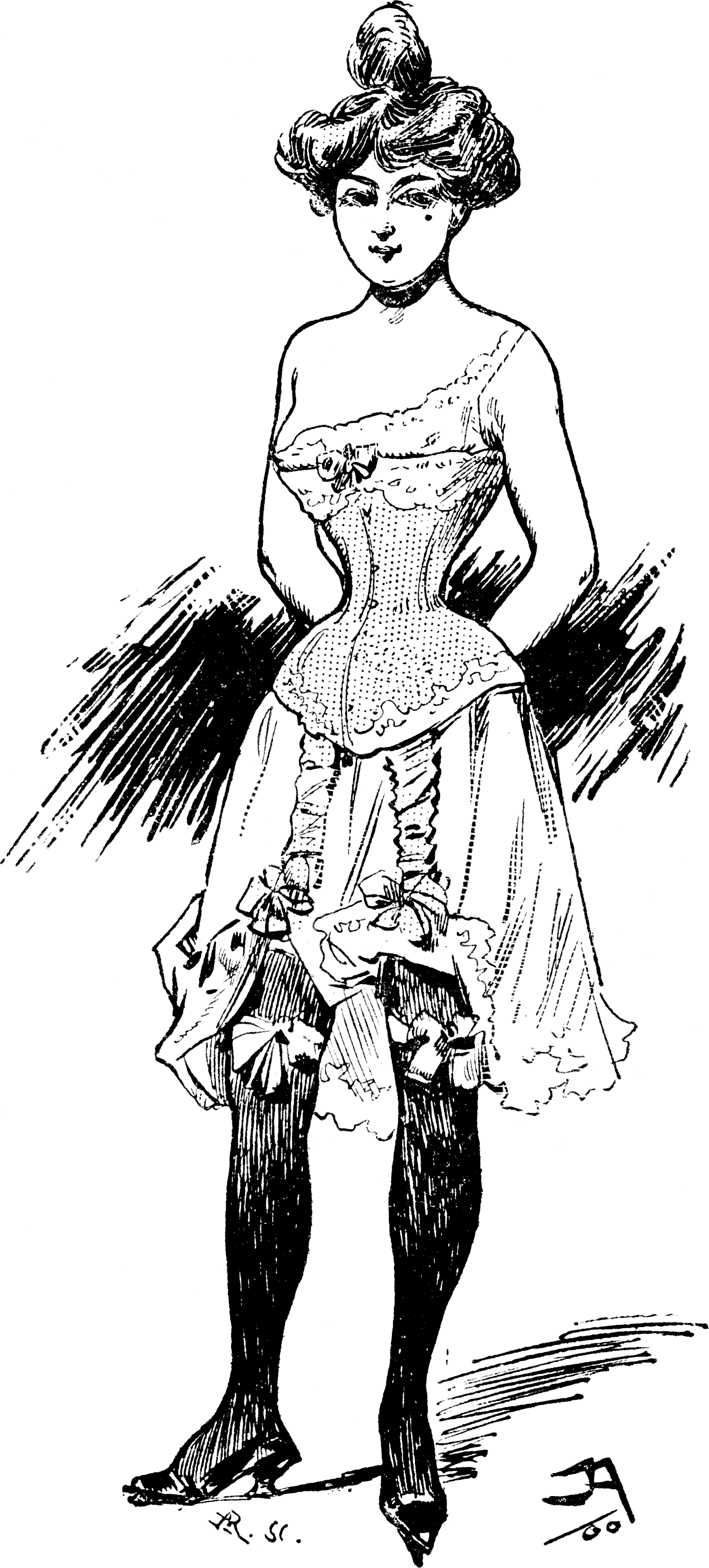
Illustration parue dans Le Frou-frou (1900).

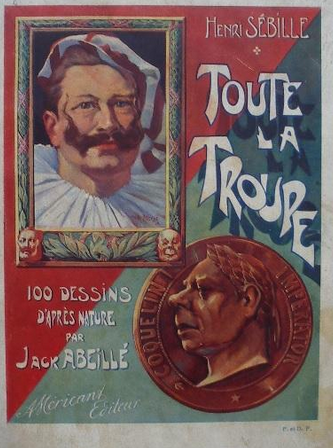
Toute la troupe par Henri Sébille : couverture et plus de 100 dessins (1ère édition, 1902).

Né au 13 de l'avenue de Bonneuil à Saint-Maur-des-Fossés, Jacques Abeillé est le fils de Pierre Fernand Abeillé, artiste peintre, et d’Émilie Augustine Lechapp.
Prenant le pseudonyme de « Jack Abeillé », il fait ses débuts d'illustrateur dans le magazine La Caricature et La Chronique amusante en 1891. Trois ans plus tard, il remplace Paul Balluriau à la direction artistique de la revue Fin de Siècle fondée par le financier François Mainguy. 
Le 7 décembre 1901, il épouse à la mairie du 9e arrondissement de Paris, Louise Léonie Coubard. 
En 1912, il est nommé à la direction d'une nouvelle revue intitulée Élégances.
Jusqu'en 1914, ses contributions comme illustrateur de presse sont nombreuses, on trouve sa signature dans l’Almanach Vermot, L'Amour, L'Assiette au Beurre, Comœdia, Le Frou-frou, Heures littéraires, Jean-qui-rit, Le Journal de Paris, Le Journal pour tous, Lisez-moi bleu, Mois Gai, Mon beau livre, Nos loisirs, Pages folles, Parisiana, Le Pêle-mêle, Le Petit Bleu, Rabelais, Ridendo, Le Rire (dès 1894), La Semaine de Suzette, Le Sourire, Touche à tout, L'Univers illustré, La Vie en rose, Zig-Zag.
Durant cette période, il compose quelques affiches (il possède un atelier très actif), expose ses dessins au Salon des humoristes et semble avoir été proche du dessinateur Henri de Sta, de Joze Dobrski de Jastzebiec (1861-1933) dit « Victor Joze » et du dramaturge Léon Valbert. Outre la presse, il travaille pour des éditeurs, notamment la collection « Modern-Bibliothèque » lancée par Arthème Fayard et la Maison Quantin. De façon plus discrète, il est l'auteur d'illustrations à caractère érotique pour des ouvrages vendus par souscription.
Après 1918, on retrouve sa signature dans des périodiques comme La Grimace, Le Sans-Gêne, le Journal amusant, Parisiana. Ses derniers travaux semblent être parus en 1935 et 1936, pour des éditeurs d'ouvrages ; on retrouve sa signature à cette même époque dans Police magazine.
Jack Abeillé meurt le 25 mars 1939 à Paris 18e.

## Œuvre

### Affiches
- Cabaret de l'âne rouge (1898).
- Le Monde où l'on s'ennuie, pour la pièce d’Édouard Pailleron (Comédie-Française, 1898).
- Biscuits Pernod Petit-Beurre Gamin (1900).
- Cottereau & Cie Dijon (1902).
- T'en auras, revue-soirée en 3 actes - Parisiana (plusieurs versions, 1903).
- Parisiana, Vénus à Paris (1904).
- Le Frou-Frou - Les Rentrées (1905).
- Ba-ta-clan. Faut voir ça ! (1907).
- Flanelle Rema Tissu hygiénique (1913).
- Cherry-Brandy Copenhagen, s.d.

### Ouvrages illustrés
- Jeanne de Coulomb, Ce gamin de Panpan !, Paris, Société Française d'Éditions d'Art, 1900.
- André Delcamp, Chocho de l'Académie française : roman, ill. de Jack Abeillé, Paris, Albin Michel, vers 1900.
- Daniel Riche, En marge de la censure, illustrations de Douhin, Jack Abeillé, Maurice Neumont, Paris, Ernest Flammarion, 1901[4].
- René Emery, Vierges en fleurs, roman passionnel, 30 compositions de Jack Abeillé, Albert Méricant Éditeur, Paris
- Henri Sébille, Toute la troupe, morsures et caresses, orné de 125 croquis, Paris, A. Méricant, 1903.
- Berthe Baraduc, Le voyage de Brizi-Brizi, Paris, Hachette, 1931.

### Théâtre
- Des Verges pour..., comédie en 1 acte, avec Jacques Yvel, 1908